# Adolfo Araújo
Adolfo Campos de Araújo (Serro, 20 de novembro de 1873 — São Paulo, 18 de novembro de 1915) foi um poeta e jornalista brasileiro, fundador do jornal "A Gazeta" de São Paulo.